# STSAT-2C
STSAT-2C, или Science and Technology Satellite 2C — южнокорейский спутник, запущенный в 2013 году. Им управляет Корейский институт аэрокосмических разработок, спутник предназначен для демонстрации технологий будущих космических аппаратов. Спутник имеет массу 100 кг, запланированное время работы — менее года.
Спутник был запущен 30 января 2013 года из Космического центра Наро с помощью ракеты-носителя KSLV-1 ныне называемой «Наро-1». Первая ступень этой ракеты разработана и изготовлена российскими предприятиями и представляет собой универсальный ракетный модуль будущей российской ракеты-носителя «Ангара», вторая ступень — корейского производства. Это первый успешный запуск «Наро-1», два предыдущих — в 2009 году со спутником STSAT-2A и в 2010 году с STSAT-2B окончились неудачей.